# Pour le futur du Monténégro
Pour le futur du Monténégro (en monténégrin За будућност Црне Горе, Za budućnost Crne Gore, en abrégé ZBCG) est une coalition politique attrape-tout et populiste monténégrine créée le 1er août 2020.
Bien que l'alliance a participé aux élections locales de 2021 et 2022, elle n'a pas formé de groupe parlementaire commun au Parlement national.

## Partis membres

### Actuels
| Nom | Nom                                | Idéologie                                                          | Dirigeant      |
| --- | ---------------------------------- | ------------------------------------------------------------------ | -------------- |
|     | Nouvelle démocratie serbe (NSD)    | Droite National-conservatisme, unionisme (en), russophilie         | Andrija Mandić |
|     | Parti populaire démocratique (DNP) | Attrape-tout Populisme, unionisme (en), conservatisme, russophilie | Milan Knežević |
|     | Parti des travailleurs (RP)        | Attrape-tout Conservatisme, populisme de gauche                    | Maksim Vučinić |

### Ancien membre
| Nom | Nom                                  | Idéologie                                                      | Dirigeant         | Jusqu'en |
| --- | ------------------------------------ | -------------------------------------------------------------- | ----------------- | -------- |
|     | Parti socialiste populaire (SNP)     | Attrape-tout Conservatisme, social-démocratie, europhilie      | Vladimir Joković  | 2022     |
|     | Monténégro uni (UCG)                 | Centre droit Conservatisme, national-conservatisme, europhilie | Goran Danilović   | 2022     |
|     | Vrai Monténégro (PCG)                | Droite Populisme de droite, conservatisme, unionisme (en)      | Marko Milačić     | 2023     |
|     | Mouvement pour les changements (PZP) | Centre droit Populisme, souverainisme, anti-corruption         | Nebojša Medojević | 2023     |

## Résultats électoraux
| Année | Chef de file       | Voix    | %     | #  | Sièges  | Gouvernement                                   |
| ----- | ------------------ | ------- | ----- | -- | ------- | ---------------------------------------------- |
| 2020  | Zdravko Krivokapić | 133 267 | 32,55 | 2e | 27 / 81 | Krivokapić (2020-2022), opposition (2022-2023) |
| 2023  | Milan Knežević     | 44 565  | 14,74 | 3e | 13 / 81 | Soutien sans participation                     |